# Die Liebe der Fische
Die Liebe der Fische (Originaltitel: Ástin fiskanna) ist ein Roman von Steinunn Sigurðardóttir. Er erschien erstmals 1993 bei Idunn, Reykjavík. Die deutschsprachige Übersetzung erschien 2006 im Rowohlt Verlag.

## Inhalt
Die Ich-Erzählerin Samanta Einarsdóttir lebt in Island und lektoriert Übersetzungen indischer Gedichte aus der Mogulzeit. In der Kneipe Vollgas lernt sie Hans Örlygsson kennen, dem sie später immer wieder begegnet und in den sie sich verliebt. Während dieser Zeit unternimmt Samanta eine Reise nach Portugal, ihre Eltern fahren nach Wien, um die Staatsoper und den Musikverein zu besuchen, und ihre Cousine beginnt, das Gitarrespielen zu erlernen. Sie mutmaßt, dass das immer wieder plötzliche Auftreten von Hans Örlygsson mit ihrer Arbeit an den indischen Gedichten zusammenhängen könnte.
Obwohl Samanta in Hans Örlygsson verliebt ist, entscheidet sie sich dennoch für eine Ehe mit Erlingur, einem geschiedenen Vater zweier Kinder. Eines Tages leiht sie sich das Auto ihres Mannes und begibt sich auf die Suche nach Hans Örlygsson ins Landesinnere. Als ihr bewusst wird, dass sie ihn nicht mehr treffen wird, hält sie an einer Raststätte, steigt aus dem Wagen und lauscht dem Gesang der Vögel.

## Kritik
„Eingebettet in drei, vier weitere Erzählungen auf diesem Niveau wäre das ein netter Appetithappen: das Äquivalent einer EP, wenn auch kein richtiges Album. Doch Rowohlt veröffentlicht den Spar-Roman pompös als Single, mit Schutzumschlag und Lesebändchen: für denselben Preis gäbe es auch volle 70 Minuten melancholischen Skandinavien-Pop. Der ist zwar mitunter ebenso wenig stilsicher - aber stimmungsvoller. "Die Liebe der Fische" jedenfalls wird sich keiner auf "Repeat" stellen wollen: Kitsch bleibt Kitsch - ob unterkühlt oder nicht.“

## Ausgaben
- Steinunn Sigurðardóttir: Die Liebe der Fische Aus dem Isländischen von Coletta Bürling. Rowohlt, Berlin, 2006, ISBN 978-3-498-06367-2